# کاسترو دی وولسچی
کاسترو دی وولسچی (به ایتالیایی: Castro dei Volsci) یک کومونه در ایتالیا است که در استان فروزینونه واقع شده‌است.

## خصوصیات
کاسترو دی وولسچی ۵۸٫۳ کیلومترمربع مساحت و ۴٬۸۴۸ نفر جمعیت دارد و ۳۸۵ متر بالاتر از سطح دریا واقع شده‌است.